# Un marito di troppo (film 1991)
Un marito di troppo (Hard Promises) è una commedia romantica del 1991 diretta da Martin Davidson, con protagonisti Sissy Spacek e William L. Petersen.

## Trama
Il film racconta di un uomo, che ignaro di essere divorziato, scopre che la moglie è in procinto di convolare a nuove nozze con un altro uomo.